# 곤돌린

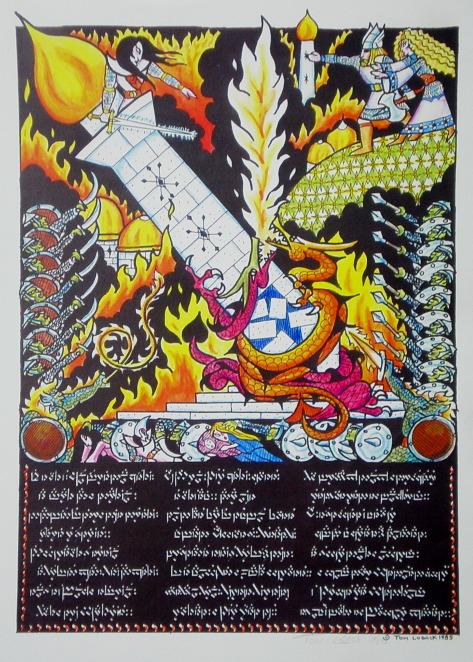
곤돌린의 함락

곤돌린(Gondolin)은 J. R. R. 톨킨의 소설 <실마릴리온>에 등장하는 국가이다. 핑곤이 전사한 후 놀도르 대왕이 된 투르곤이 다스렸다. 모르고스를 상대하는 놀도르의 나라로 오랜 세월 존속했으나 결국 마이글린의 배신과 모르고스의 집중적인 공격이 원인이 되어 멸망했다. 이후 사위였던 인간 투오르와 자신의 딸 이드릴은 전쟁에서 살아남은 무리를 이끌고 남쪽으로 떠났다.

## 개요
투르곤은 대부분의 놀도르가 그러한 것처럼 발리노르에서 모르고스에 의해 벌어진 일련의 사건으로 가운데땅에 도착한다. 핑골핀 대왕의 차남으로 부친과 다른 형제들과 마찬가지로 헬카락세를 거쳐 서쪽에서 동쪽으로 넘어와 정착한 그는 네브라스트에 자신의 거점을 마련한 투르곤은 모르고스와의 몇 번의 대전쟁을 경험했고 그 외에도 발리노르에서부터 네브라스트에 정착한 이후에 이르기까지 갖가지 사건을 겪는다. 그러던 중 투르곤은 자신의 사촌 피나르핀의 아들 핀로드와 함께 여행을 하게 되었다. 그러다 발라 울모에 의해 꿈으로 계시를 받게 되었는데, 그 내용은 놀도르가 다가오는 재앙을 피하기 위해 미리 대비할 장소를 찾으라는 것이었다. 잠에서 깨어나 사촌 핀로드와 헤어진 투르곤은 이후로 계속 울모가 말한 땅을 찾기 위한 부하들을 내보내어 탐색하게 하였으나, 그의 뜻대로 선뜻 찾을 수가 없었다. 결국 울모의 인도를 받아 에워두른 산맥의 가운데에 위치한 섬과 비슷한 모양의 큰 돌로 이뤄진 언덕, 넓은 들판을 찾아낸다. 이때 역시도 아직까지 모르고스와 요정 간의 전쟁은 계속되던 중이었으며, 땅을 찾아낸 이후 벌어진 다고르 아글라레브가 끝난 뒤에 투르곤은 자기가 선발한 사람들을 통해 땅에 도시를 짓기 시작했다.
처음 도시의 이름은 온돌린데였고, 곧 바뀐 이름은 대중적으로 알려진 곤돌린이 되었다. 투르곤은 자신을 보좌하는 12가문의 수장을 비롯한 능력있는 자들을 다스렸고 놀도르가 발리노르에 있을 적 살아가던 도시 티리온을 본따서 여러 건축물을 세웠다. 울모가 명령한 것과 같이 이 땅의 목적은 다가오는 재앙을 피하기 위함이었으므로 곤돌린은 적들에게 위치를 발각당하지 않기 위해 지리를 아는 백성들이 바깥으로 떠나는 것을 원칙적으로 막게 된다. 이는 나르고스론드 역시도 마찬가지였고 오랜 시간 모르고스로부터 안전할 수 있는 방법이었다.시간이 지나면서 모르고스는 더욱 매섭고 강력한 군대를 육성하기 위해 용을 창조하고 대대적인 침공을 통해 요정과 대립했다. 일찍이 발록과 싸우다 죽은 핀웨의 장남 페아노르와 다고르 브라골라크에서 모르고스와 사투를 벌이다 전사한 핑골핀을 비롯해 여러 놀도르 요정 군주와 백성들이 쓰러져갔다.기어코 다섯 번째 대전쟁 니르나에스 아르노에디아드가 끝나고 나서는 완전히 요정은 전황을 돌이킬 수 없을 정도의 패배를 겪고 말았다. 중요한 전쟁이었던 만큼 직접 성문을 열고 곤돌린에서 군대를 이끌고 온 투르곤마저도 후퇴해야 했고 인간 용사들의 도움을 받아 빠져나오게 된다. 후오르는 투르곤에게 자신과 투르곤 간의 관계에서 희망이 생길 것임을 예언하고 분전하다 전쟁 도중 눈에 화살을 맞아 전사했다. 전쟁의 패배로 핑골핀의 뒤를 이은 투르곤의 친형 핑곤 대왕 역시 생을 마감하게 되면서 투르곤이 대왕직을 잇게 되었고 후오르의 예언은 곧 현실이 되어 나타났는데, 바로 후오르의 아들인 투오르가 울모의 또다른 계시를 가지고 나타난 것이었다. 이로 인해 투르곤은 투오르에게 호의를 가지게 되고 자신의 측근으로 삼아 자신의 외동딸 이드릴을 그에게 혼인하는 것을 허락하게 된다.
하지만, 그것을 못마땅하게 여긴 투르곤의 조카 마이글린은 이번 일로 인하여 반항심을 품는 상태가 되었다. 그는 이드릴을 사랑하였으나, 이드릴이 그에게서 보이는 마음속의 어둠을 찾아내어 그를 꺼린 탓에 투오르를 증오하게 된 것이었다. 때문에 모르고스가 요정 왕국을 하나씩 멸망시키고 그때까지도 존속하고 있던 곤돌린을 매섭게 찾던 중 귀금속 채광을 이유로 곤돌린 밖을 이동하던 마이글린을 모르고스가 포박하고 고문하여 정보를 캐내게 되었다. 모르고스는 마이글린을 회유하기 위해 이드릴을 소유하게 해주겠다는 조건을 베풀었고 마이글린은 죽지 않고 곤돌린으로 돌아갔다.
결국 모든 정보를 얻고 군대를 소집한 모르고스는 일시불란하게 곤돌린을 기습 공격했고 놀도르 대왕이자 곤돌린의 왕 투르곤은 항전 중에 죽게 된다.

### 기타
울모가 꿈에 나타나 곤돌린을 세울 것을 명령했다고 전해진다. 이것은 사촌 형제 핀로드도 마찬가지였는데 그는 나르고스론드를 세웠다고 한다.
니르나에스 아르노에디아드에 투르곤과 그의 군대가 핑곤을 도와 참전한 전력이 있다.